# Brachoria gracilipes
Brachoria gracilipes är en mångfotingart som först beskrevs av Chamberlin 1947.  Brachoria gracilipes ingår i släktet Brachoria och familjen Xystodesmidae. Inga underarter finns listade i Catalogue of Life.